# 瑟曼 (紐約州)
瑟曼（英語：Thurman）是一個位於美國紐約州沃倫縣的鎮。

## 人口
根據2020年美國人口普查的數據，瑟曼的面積為240.29平方千米，當中陸地面積為235.93平方千米，而水域面積為4.36平方千米。當地共有人口1095人，而人口密度為每平方千米5人。